# Węzłówka
Węzłówka, kątnica, wiązanie kątowe - wiązanie działające w jednej płaszczyźnie. Płaski element konstrukcyjny wspomagający łączenie belek w konstrukcji kratowej, przymocowany do obu tych belek bezpośrednio przy miejscu ich łączenia. Może wspomagać również łączenie belki z płaszczyzną. Węzłówka wzmacnia połączenia tych elementów przede wszystkim ze względu na zginanie oraz odciąganie.
W żeglarstwie jest to element szkieletu żaglowca. Do najważniejszych węzłówek należą: węzłówka dziobowa i węzłówka rufowa, które wzmacniają połączenia stępki ze stewami (lub pawęż ze stępką lub strzałą konchy). 